# Apamea genialis
Apamea genialis är en fjärilsart som beskrevs av Augustus Radcliffe Grote 1874. Apamea genialis ingår i släktet Apamea och familjen nattflyn. Inga underarter finns listade i Catalogue of Life.